# Hrvatski rukometni kup za žene 2011./12.
Hrvatski rukometni kup za žene za sezonu 2011./12. je peti put zaredom osvojila Podravka Vegeta iz Koprivnice.

## Rezultati

### Osmina završnice
| klub1                      | rez.  | klub2                    |
| -------------------------- | ----- | ------------------------ |
| Lokomotiva Zagreb          | 32:23 | Samobor                  |
| Podravka Vegeta Koprivnica | 24:10 | Orijent Presoflex Rijeka |
| Zelina (Sveti Ivan Zelina) | 33:21 | Umag                     |
| Split 2010                 | 25:31 | Zamet Rijeka             |
| Trešnjevka Zagreb          | 27:25 | Koka Varaždin            |
| Petrijevci                 | 27:40 | Arena Pula               |
| Podravka Lino Koprivnica   | 32:37 | Sesvete Agroproteinka    |
| Vukovar                    | 11:30 | Dalmatinka Ploče         |

### Četvrtzavršnica
Igrano 28. ožujka 2012.
| klub1                      | rez.  | klub2                 |
| -------------------------- | ----- | --------------------- |
| Zelina (Sveti Ivan Zelina) | 19:22 | Lokomotiva Zagreb     |
| Dalmatinka Ploče           | 29:25 | Trešnjevka Zagreb     |
| Podravka Vegeta Koprivnica | 36:23 | Sesvete Agroproteinka |
| Zamet Rijeka               | 38:32 | Arena Pula            |

### Završni turnir
Igrano 21. i 22. travnja 2012. u Đurđevcu.
| klub1                      | rez.          | klub2                      |
| poluzavršnica              | poluzavršnica | poluzavršnica              |
| -------------------------- | ------------- | -------------------------- |
| Dalmatinka Ploče           | 19:39         | Podravka Vegeta Koprivnica |
| Zamet Rijeka               | 33:34         | Lokomotiva Zagreb          |
|                            |               |                            |
| za treće mjesto            |               |                            |
| Dalmatinka Ploče           | 32:24         | Zamet Rijeka               |
|                            |               |                            |
| za pobjednika              |               |                            |
| Podravka Vegeta Koprivnica | 30:25         | Lokomotiva Zagreb          |

## Poveznice
- 1. HRL za žene 2011./12.
- 2. HRL za žene 2011./12.